# Cameron Carter-Vickers
Cameron Carter-Vickers, né le 31 décembre 1997 à Southend-on-Sea (Angleterre), est un joueur international américain de soccer qui joue au poste de défenseur au Celtic FC.

## Biographie

### Carrière en club
Formé à Tottenham Hotspur, Carter-Vickers participe à sa première rencontre avec l'équipe première lors d'un match de League Cup face à Gillingham (victoire 5-0) le 21 septembre 2016. Il prend part à quatre matchs de coupe lors de la saison 2016-2017 avant d'être prêté pour une saison à Sheffield United en août 2017.
Le défenseur américain joue dix-huit matchs avec le club de Sheffield avant d'être rappelé de son prêt par les Spurs le 15 janvier 2018.
Quatre jours plus tard, il est prêté à Ipswich Town jusqu'à la fin de la saison. Il joue dix-sept matchs avant de réintégrer l'effectif de Tottenham à l'issue de la saison.
Le 25 août 2018, Carter-Vickers est prêté pour une saison à Swansea City. Il dispute trente-trois matchs avec les Swans avant de retrouver Tottenham à l'issue de la saison.
Le 8 août 2019, il est de nouveau prêté pour une saison, cette fois à Stoke City. Il joue quinze matchs avec Stoke avant d'être rappelé par Tottenham le 2 janvier 2020.
Le 30 janvier 2020, Carter-Vickers est cédé en prêt pour six mois à Luton Town.

### Carrière en sélection
Cameron Carter-Vickers participe au championnat de la CONCACAF des moins de 20 ans avec la sélection américaine en janvier 2015. Lors de cette compétition, il marque un but contre le Guatemala.
Il dispute quelques mois plus tard la Coupe du monde des moins de 20 ans 2015. Il joue cinq matchs et délivre une passe décisive contre la Birmanie.
Carter-Vickers participe ensuite à la Coupe du monde des moins de 20 ans 2017 qui se déroule en Corée du Sud.
Le 14 novembre 2017, il honore sa première sélection avec les États-Unis à l'occasion d'un match amical face au Portugal (1-1).
Le 9 novembre 2022, il est sélectionné par Gregg Berhalter pour participer à la Coupe du monde 2022.

## Statistiques
| Saison                | Club                    | Championnat           | Championnat | Championnat | Coupe nationale | Coupe nationale | Coupe de la Ligue | Coupe de la Ligue | Compétition(s) continentale(s) | Compétition(s) continentale(s) | Compétition(s) continentale(s) | États-Unis | États-Unis | Total | Total |
| Saison                | Club                    | Division              | M.          | B.          | M.              | B.              | M.                | B.                | Comp.                          | M.                             | B.                             | M.         | B.         | M.    | B.    |
| 2016-2017             | Tottenham Hotspur       | Premier League        | -           | -           | 2               | 0               | 2                 | 0                 | -                              | -                              | -                              | -          | -          | 4     | 0     |
| 2021-2022             | Tottenham Hotspur       | Premier League        | -           | -           | -               | -               | -                 | -                 | C4                             | 1                              | 0                              | -          | -          | 1     | 0     |
| Sous-total            | Sous-total              | Sous-total            | -           | -           | 2               | 0               | 2                 | 0                 | -                              | 1                              | 0                              | -          | -          | 5     | 0     |
| 2017-2018             | Sheffield United (prêt) | Championship          | 17          | 1           | 1               | 0               | -                 | -                 | -                              | -                              | -                              | 1          | 0          | 19    | 1     |
| 2017-2018             | Ipswich Town (prêt)     | Championship          | 17          | 0           | -               | -               | -                 | -                 | -                              | -                              | -                              | 3          | 0          | 20    | 0     |
| 2018-2019             | Swansea City (prêt)     | Championship          | 30          | 0           | 3               | 0               | -                 | -                 | -                              | -                              | -                              | 4          | 0          | 37    | 0     |
| 2019-2020             | Stoke City (prêt)       | Championship          | 12          | 0           | -               | -               | 3                 | 0                 | -                              | -                              | -                              | -          | -          | 15    | 0     |
| 2019-2020             | Luton Town (prêt)       | Championship          | 16          | 0           | -               | -               | -                 | -                 | -                              | -                              | -                              | -          | -          | 16    | 0     |
| 2020-2021             | AFC Bournemouth (prêt)  | Championship          | 23          | 1           | 3               | 0               | -                 | -                 | -                              | -                              | -                              | -          | -          | 26    | 1     |
| Sous-total            | Sous-total              | Sous-total            | 115         | 2           | 7               | 0               | 3                 | 0                 | -                              | 0                              | 0                              | 8          | 0          | 133   | 2     |
| 2021-2022             | Celtic FC (prêt)        | Scottish Premiership  | 33          | 4           | 3               | 0               | 3                 | 0                 | C3+C4                          | 5+1                            | 0+0                            | 3          | 0          | 48    | 4     |
| 2022-2023             | Celtic FC               | Scottish Premiership  | 29          | 0           | 3               | 1               | 3                 | 0                 | C1                             | 4                              | 0                              | 1          | 0          | 40    | 1     |
| 2023-2024             | Celtic FC               | Scottish Premiership  | 25          | 1           | 2               | 0               | -                 | -                 | C1                             | 4                              | 0                              | 6          | 0          | 37    | 1     |
| 2024-2025             | Celtic FC               | Scottish Premiership  | 23          | 0           | 1               | 0               | 3                 | 1                 | C1                             | 7                              | 0                              | -          | -          | 34    | 1     |
| Sous-total            | Sous-total              | Sous-total            | 110         | 5           | 9               | 1               | 9                 | 1                 | -                              | 21                             | 0                              | 10         | 0          | 159   | 7     |
| Total sur la carrière | Total sur la carrière   | Total sur la carrière | 225         | 7           | 18              | 1               | 14                | 1                 | -                              | 22                             | 0                              | 18         | 0          | 297   | 9     |

## Vie personnelle
Il est le fils de Howard Carter, joueur de basket-ball franco-américain des années 1980 et 1990.

## Palmarès

### En club
- Celtic FC
  - Champion d'Écosse en 2022, 2023, 2024, et 2025
  - Vainqueur de la Coupe de la Ligue écossaise en 2023, 2024 et 2025.
  - Vainqueur de la Coupe d'Écosse en 2024.
  - Finaliste de la Coupe d'Écosse en 2025

### Distinctions individuelles
- Membre de l'équipe-type du Championnat d'Écosse en 2022, 2023, 2024 et 2025.